# Horbanivka (Șcerbani), Poltava
Horbanivka (în ucraineană Горбанівка) este un sat în comuna Șcerbani din raionul Poltava, regiunea Poltava, Ucraina.

## Demografie
Componența lingvistică a localității Horbanivka
     Ucraineană (96,76%)
     Rusă (3,11%)
Conform recensământului din 2001, majoritatea populației localității Horbanivka era vorbitoare de ucraineană (96,76%), existând în minoritate și vorbitori de rusă (3,11%).